# Carlos Thornton de la Rosa
Carlos Gustavo Thornton de la Rosa (Lima, 25 de diciembre de 1970) es un actor y presentador de televisión peruano.

## Biografía
Nacido en la capital Lima el 25 de diciembre de 1970, proviene de una familia de clase media. Curso sus estudios escolares en el Colegio Champagnat.
Tiempo después, Thornton comienza una carrera como actor allá por el año 1994, participando en la telenovela Gorrión, donde interpretó a Lalo. Y fue presentador del programa concurso Gana con Metro en el año 2000 para la cadena Frecuencia Latina, manteniéndose hasta 2002.
Además, debutó como escritor presentando la crónica De dama a prostituta en el año 2006 para una web del cibesespacio nacional. Tuvo una breve participación especial en el programa Teatro desde el teatro.
Fuera de su carrera artística, es padre de tres hijos; entre ellos, Carlos Alonso, es también actor de cine y televisión, y Patrick, quién se desempeña como futbolista.

## Televisión

### Telenovelas y series
- Gorrión (1994), como Lalo
- Los unos y los otros (1995), como Marcelo
- Obsesión (1996), como Sergio
- Torbellino (1997), como Gastón Peñaranda
- Boulevard Torbellino (1998), como Sebastián Urquiaga
- Girasoles para Lucía (1999), como Gustavo
- Mil oficios (2002-03), como Gino Mendoza
- Luciana y Nicolás (2003), como Raúl La Rosa
- Besos robados (2004), como Santiago Marín
- Doble astral (2007)
- Teatro desde el teatro
- La bodeguita (2011), como Eusebio
- Solamente milagros (2013), episodio: «En familia», como Alberto
- Avenida Perú (2013)
- Ramirez (2015)
- Luz de luna 2: Canción para dos (2022), como Miguel Dulanto
- Tu nombre y el mío (2024), como Alberto Montes Verme
- La rosa de Guadalupe Perú (2025), como Ulises (Episodio: Lo más sublime que tiene una mujer) y como José (Episodio: Siempre en el corazón).
- Eres mi sangre (2025), como Adolfo
- #PobreNovio (2025), como Guillermo.

### Presentador
- 3, 2, 1... ¡Juego! (1996)
- Gana con Metro (2000-02)
- Nuestra casa (2005)
- Íntimas (2005)

## Teatro
- La jaula de las locas (1998)
- Orquesta para señoritas (1999)
- Caricia: 100 años de soledad (2005)
- Con mi hijita no se metan (2006)
- El lago de los cisnes (2007)
- Siameses, qué risa (2007)
- Panick Attack (2008)
- Chiquitita (2008)